# II. János kasztíliai király
 II. János (Toro, 1405. március 6. – Valladolid, 1454. július 21.), a Trastámara-házból származó kasztíliai és leóni király (1406 – 1454) volt.

## Származása
II. János apja III. Henrik (1379 – 1406) kasztíliai és leóni király (1390 – 1406), az édesanyja Lancasteri Katalin (1372 – 1418) angol hercegnő volt (Plantagenêt-ház).

## Élete és uralkodása

### Születésétől a nagykorúságáig (1405 – 1419)
II. János hosszú uralkodása Kasztília történetének mozgalmas és anarchikus időszaka volt.
A király csak egyéves volt, amikor az apja meghalt; nagykorúságáig ketten látták el a régensséget: A királyság északi részén az anyakirályné, Lancasteri Katalin; a déli, veszélyesebb részén, a mór Granadai Királysággal határos területen, III. Henrik öccse, a király nagybátyja, Ferdinánd (1380 – 1416) infáns. (A mórok 1406. évi, Murcia tartományba való betörésével kirobbant harcoknak csak az 1408-ban megkötött fegyverszünet vetett véget.) 1408 jelentős év volt a még csak hároméves király életében: Ekkor került a királyi udvarba a körülbelül tizennyolc éves Álvaro de Luna (1390 körül – 1453), aki később II. Jánosnak szinte mindenható kegyencévé vált. Álvaro de Luna a nagybátyja, Pedro de Luna y Albornoz (1375 körül – 1414) toledói érsek révén jutott be az udvarba.
1410-ben lejárt a Granadával kötött fegyverszünet, és Ferdinánd infáns szeptemberben elfoglalta a móroktól Antequera várát. Hetven év, az 1340-ben, Salado folyó melletti csatában kivívott kasztíliai (és portugál) győzelem után, ez volt a legnagyobb kasztíliai diadal a mórok ellen; Ferdinánd infáns meg is kapta az „Antequerai” előnevet. 1410. novemberben Kasztília és Granada fegyverszünetet kötöttek, 1411-ben pedig az Ayllón városában megkötött békeszerződés véget vetett a Kasztília és Portugália között, 1384-ben kirobbant – fegyverszünetekkel megszakított – háborúnak.
1410-ben - I. Márton (1356 – 1410) aragóniai király halálával - törvényes férfiágon, a Barcelonai-ház kihalt. Ferdinánd infáns az édesanyja, Aragóniai Eleonóra (1358 – 1392) királyné – IV. Péter (1319 - 1387) aragóniai királynak a leánya, és I. Márton húga – révén igényt tartott az aragóniai koronára. Aragóniában, két év uralmi válság után, 1412-ben, Ferdinánd infánsnak sikerült a trónra kerülni, I. Ferdinánd néven ő lett az első aragóniai király a Trastámara-házból (valamint - szintén I. Ferdinánd néven - Szicília királya). I. Ferdinánd király 1416-ban meghalt, utódja a legidősebb fia lett, V. Alfonz (1394, vagy 1396 – 1458) király.
Lancasteri Katalin anyakirályné, a másik régens, 1418-ban meghalt. A kasztíliai uralmi válságot Sancho de Rojas (1372 – 1422) toledói érsek azzal oldotta meg, hogy a Madridban tartott Cortessel (a rendi gyűléssel) a tizennegyedik évébe lépett II. Jánost nagykorúvá nyilvánította.

### A nagykorúságától az aragóniai infánsok legyőzéséig (1419 – 1445)
II. János nagykorúvá nyilvánítása után, hamarosan, súlyos hatalmi válságok robbantak ki Kasztíliában:
I. Ferdinánd többi fia – V. Alfonz öccsei – Aragóniai János (1398 – 1479), Aragóniai Henrik (1400 – 1445) és Aragóniai Péter (1405, vagy 1406 – 1438) infánsok, jelentős uradalmakat birtokoltak Kasztíliában, és be kívántak avatkozni a kasztíliai politikába, elsősorban Henrik infáns, és sokszor Kasztíliában is tartózkodtak. (A Kasztíliában tartózkodás alól János infáns kivétel: Ő, 1419. december 5-én, meghatalmazott útján, Olite városában, feleségül vette Navarrai Blanka (1387 – 1441) trónörököst (Évreux-ház), aki 1425-ben, az apja, III. Károly (1361 – 1425) király halálakor, Navarra királynője lett (I. Blanka); János infáns pedig – II. János néven – a felesége jogán, társuralkodóvá vált.)
Henrik infáns kifejezetten kételkedett II. János képességeiben, az uralkodásra való alkalmasságában, és merész lépésre szánta el magát: 1420. július 14-én, a Tordesillasban tartott Cortes során, Henrik infáns – a szövetségesei (Ruy López Dávalos (1357 – 1428), Condestable de Castilla (Kasztília fő-hadparancsnoka); Pedro Manrique de Lara (1381 – 1440), a királyság főbírója, Juan Vázquez de Cepeda (későbbi nevén: Juan de Tordesillas) (? – 1437), Segovia püspöke, Íñigo López de Mendoza (1398 – 1458), aki később Santillana első márkija (őrgrófja) lett) támogatásával – szinte puccsot végrehajtva, őrizetbe, tisztes fogságba vetette II. Jánost (akinek ekkor már a szolgálatában állt Álvaro de Luna); és Henrik infáns – egészen 1420. decemberig – kezébe vette Kasztíliában a hatalmat.
Henrik infáns és „védencei” először Segoviába, majd Ávilába mentek. 1420. augusztus 4-én, Ávilában, II. János feleségül vette Aragóniai Máriát (1396 körül – 1445), az unokahúgát, I. Ferdinánd király leányát, az infánsok testvérét. 1420. novemberben pedig, Talavera de la Reinában, újabb esküvőt tartottak: Henrik infáns szintén az unokahúgát vette feleségül, II. János nővérét, Kasztíliai Katalin (1403 – 1439) infánsnőt. II. János a házasságkötés alkalmából a sógorát Villena hercegévé tette.
Azonban, még 1420. november végén, II. János és Álvaro de Luna megszöktek, a Portocarrero-család tagjainak a segítségével (a kegyenc első felesége, Elvira de Portocarrero (? – 1430 előtt), ebből a családból származott); Montalbán várába menekültek. Henrik infáns csapatai hiába ostromolták a várat, 1420. decemberben fel is hagytak az ostrommal; II. János visszavette a hatalmat.
A történtek után Kasztília politikai életét II. János – és a kegyence, Álvaro de Luna –, valamint az aragóniai infánsok, illetve Álvaro de Luna és egyes főurak – grandok – közötti konfliktusok jellemezték.
Az 1421-es év azonban Kasztíliában viszonylag békében telt el, csak Henrik infáns portyázásai okoztak némi zavart. Álvaro de Luna ezért a következő évben (1422-ben) erélyesen fellépett az infáns ellen: A megbékélés ürügyével Madridba csalta az infánst, és először itt, majd Mora várában fogságba vetette, egészen 1427-ig. Henrik felesége Aragóniába menekült, és az Aragóniához tartozó Valenciába menekült Ruy López Dávalos, a condestable (ott is halt meg); II. János pedig - 1423-ban - Álvaro de Lunát nevezte ki az új condestablének.
V. Alfonz csak 1425-ben tudott fellépni Henrik infáns szabadon engedése érdekében, de ekkor még nem járt eredménnyel. 1427-ben azonban, összefogva öccsével, II. János navarrai királlyal, háborúval fenyegette meg Kasztíliát, ha nem engedik szabadon Henrik infánst. A fellépésük hatásos volt, öt év fogság után Álvaro de Luna szabadon engedte az infánst. A kiszabaduló infáns azonban, összefogva néhány kasztíliai granddal (Fadrique Enríquez (1390 körül – 1473), Kasztília későbbi admirálisa; Luis González de Guzmán (? – 1443), a Calatrava Lovagrend mestere; Juan de Sotomayor (? - ?), az Álcantara Lovagrend mestere, Fadríque Enríquez (1388 – 1430), Arjona hercege (a leendő admirális unokatestvére), Rodrigo Alonso Pimentel (? – 1440), Benavente második grófja, Íñigo López de Mendoza (1398 – 1458), aki később Santillana első márkija lett), elérte azt, hogy II. János a kegyencét elbocsátotta; ez volt Álvaro de Luna első elbocsátása. Kasztíliában azonban anarchia alakult ki, és a király már 1428-ban visszahívta Álvaro de Lunát.
A kegyenc ezután elérte azt, hogy 1429. januárban II. János elkobozta mind Henrik és Péter infánsok, mind navarrai II. János kasztíliai birtokait. Viszont erre a lépésre válaszul, 1429. júniusban, II. János navarrai király és V. Alfonz aragóniai király megtámadták Kasztíliát. Testvérük, Mária királyné – a kasztíliai uralkodó felesége -, azonban beavatkozott a viszályba, és elérte azt, hogy a támadók visszavonuljanak.
A konfliktusnak teljesen csak az 1430. július 15-én, Majano városában megkötött megállapodás vetett véget, amelynek eredménye  ötéves  fegyverszünet lett, Kasztília és Aragónia, illetve Kasztília és Navarra között, és amely megállapodás Álvaro de Luna sikerét hozta. A kegyenc elérte azt, hogy Henrik és Péter infánsoknak el kellett hagyniuk Kasztíliát; és az itteni vagyonuk helyett szerény összegű járadékot kaptak. (Péter infáns 1438-ban, V. Alfonz itáliai harcaiban elesett.)
A fegyverszünetet kihasználva, II. János és Álvaro de Luna a Granadai Királyság ellen fordultak, ugyanis a korábbi években megszaporodtak a határvillongások. 1431. július 1-én, a La Higueruela mellett vívott csatában, az Álvaro de Luna vezette kasztíliaiak nagy győzelmet arattak a granadai mórok felett, akiket maga a király, a Nasszerida-dinasztiából származó IX. Muhammad (1396 - 1454) vezetett. A harcok ez után még évekig eltartottak (1439-ben Kasztília és Granada fegyverszünetet kötöttek; de ez után is voltak a határmentén kisebb összecsapások); Granada visszafoglalásának az ideje még nem érkezett el.
A korábbi időszakhoz viszonyítva, békésebb időszak következett be Kasztíliában. Ennek jele volt az, hogy - hat évvel a Majanóban kötött fegyverszünet után - 1436. november 22-én, Toledóban, Kasztília és Navarra békét kötöttek. Megállapodott a két fél arról is, hogy II. János elsőszülött fia, Henrik (1425 – 1474), Asztúria hercege, a trónörökös, feleségül fogja venni Navarrai Blanka (1424 – 1464) infánsnőt; I. Blanka királynő és II. János király leányát.
1439-ben azonban - az előző évben visszatért - Aragóniai Henrik infáns körül egy nemesi csoport (liga) alakult ki a kegyenc ellen, amelynek – mások mellett – a tagjai voltak: Pedro de Estúñiga (Zúñiga) y Leiva (1384 – 1453), Ledesma (és Plasencia) grófja, Pedro de Castilla Eril (1394 – 1461), Obispo püspöke, Sancho Sánchez de Rojas (? - 1454), Astorga püspöke, Luis de la Cerda y Mendoza (1404? – 1447?), Medinaceli grófja. Pedro Fernández de Velasco (1399 – 1470), Haro grófja a közvetítő szerepét töltötte be a csoportosulás és Álvaro de Luna között. 1439. június 27-én, Roa környékén, Ledesma grófja egy kisebb csatában győzött is a kegyenc támogatói ellen. Álvaro de Luna ellenzékét navarrai sereg is támogatta; a szembenálló felek végül 1439. októberben, Castronuñóban, megállapodtak: Álvaro de Lunának hat hónapra vissza kellett vonulnia az udvarból (ez volt a második elbocsátása); az aragóniai infánsoktól elvett javakat pedig vissza kellett adni. (Henrik infáns édesanyja, I. Ferdinánd király felesége, Kasztíliai Eleonóra Urraca (1374 – 1435), Alburquerque grófnője volt; Henrik így Alburquerque grófja lett.)
A megállapodás szerinti hat hónap eltelt, és 1440-ben már voltak kisebb összecsapások Henrik infáns és Álvaro de Luna között. 1441. januárban a kegyenccel szemben álló nemesi csoportosulás (liga) vezetői, Fadríque Enríquez admirális; Ledesma grófja; és Alonso Pimentel y Enríquez (? – 1461), Benavente harmadik grófja, kiáltvány kiadásával felléptek Álvaro de Luna ellen. Igaz, a grandok közül voltak, akik Álvaro de Luna mellé álltak: Gutierre de Sotomayor (1400 – 1453 után), az Álcantara Lovagrend mestere, és Fernando Álvarez de Toledo y Sarmiento (1390 – 1460), Alba de Tormes grófja. A lázadó nemesi csoportot ismét támogatta egy, a II. János navarrai király által küldött hadsereg; így győzni tudtak. Az ellenfelek küzdelmének az 1441. július 10-én, Medina del Campóban meghozott, a győztesek diktálta "megegyezés" vetett véget: Álvaro de Lunára hat évig tartó száműzetést mondtak ki (ez volt a harmadik elbocsátása az udvarból); II. János navarrai királynak – és Henrik infánsnak – biztosították a fontosabb kasztíliai ügyek eldöntésébe való beleszólást; gyakorlatilag Kasztília a navarrai király kormányzása alá került.
Úgy látszik, navarrai II. János királynak az 1441-ben elért eredmények nem voltak elégségesek: 1443. július 9-én, Rámagában ("rámagai puccs"), egy rajtaütésszerű akcióval, elfogatta II. János királyt, és Portillo várában fogságba vetette; Diego Gómez de Sandovalnak (1385 – 1454), Castro grófjának az őrizetére bízta. A navarrai királyt és Henriket (az aragóniai infánsokat) támogató nemesek egy része – többek között Ledesma grófja és Haro grófja – hamar rájöttek arra, hogy az aragóniaiak nem akarják őket hatalomra juttatni. 1443. szeptember 21-én ezért egy megállapodást írtak alá, amely szerint az volt a céljuk, hogy II. Jánost a fogságából kiszabadítsák, és Lope de Barrientos (1382 – 1469) - ekkor Ávila, később Cuenca püspöke - közbenjárásával még Álvaro de Lunával is felvették a kapcsolatot. A következő évben (1444) Álvaro de Lunának, egy őr megvesztegetésével, sikerült a fogságból megszöktetnie a kasztíliai uralkodót. Előtte a kasztíliai király és a navarrai király Palenciában történt találkozásán sem tudták az uralkodók az ellentéteiket feloldani.
Álvaro de Luna ismét II. János bizalmasa lett, és elkerülhetetlenül közeledett az ellenfelek összecsapása: 1445. május 19-én, Olmedo városa mellett, az úgynevezett első olmedói csatában, az Álvaro de Luna és II. János vezette kasztíliai sereg döntő győzelmet aratott a navarrai király és a Henrik infáns vezette aragóniai és navarrai csapatok, valamint kasztíliai támogatóik felett, akiknek soraiban újra ott volt mind Ledesma grófja, mind Haro grófja. A csatában szerzett sebesüléseibe Henrik infáns belehalt. Navarrai II. János király visszatért országába, és II. János uralkodása alatt már nem avatkozott be Kasztília ügyeibe (de Kasztília egyes részei még továbbra is navarrai megszállás alatt maradtak).

### Az olmedói csatától a haláláig (1445 – 1454)
A sorsdöntő olmedói ütközet után II. János a híveit megjutalmazta: Álvaro de Luna a Santiago (Szent Jakab) Lovagrend nagymestere lett. A kegyenc elérte a királynál azt, hogy a trónörökösnek, Henrik asztúriai hercegnek a bizalmasa, Juan Fernández Pacheco (1419 – 1474), Villena őrgrófja, testvére, Pedro Girón Acuña Pacheco (1423 – 1466), pedig a Calatrava Lovagrend mestere lett. (A kegyenc utóbb rájött arra, hogy rossz döntése volt a Pacheco-fivérek támogatása.) A király az infánsokat támogató grandoknak idővel megbocsátott.
Álvaro de Luna befolyására, 1447. augusztus 17-én, II. János feleségül vette az Avis-házból származó Portugáliai Izabella (1428 – 1496) hercegnőt; János (1400 – 1442) infánsnak és feleségének, Isabel de Bragançának (1402-1465) a leányát. (II. János már két éve özvegy volt: 1445. február 18-án meghalt az első felesége, Aragóniai Mária királyné. Olyan híresztelések terjedtek, hogy Álvaro de Luna megmérgeztette, mert a királyné a férje és az infánsok közötti konfliktusban a testvéreit támogatta.) A kegyenc utóbb rájött arra, hogy a király orientálása erre a házasságra, szintén téves döntése volt: Az új királyné egyre nagyobb ellenszenvvel figyelte Álvaro de Luna ténykedését, és később össze is fogott az ellenfeleivel.
A kegyenc ellenfelei nem vártak sokáig: 1449. júliusban, a Clunia városában az összegyűlt grandok – Fadríque Enríquez admirális, Santillana márkija (az olmedói csatában még Álvaro de Luna oldalán harcolt, fontos szerepe volt a győzelemben), Benavente grófja, Haro grófja, Ledesma (és Plasencia) grófja – szövetkeztek a kegyenc ellen; Henrik trónörökös és kegyence, Villena őrgrófja is csatlakoztak hozzájuk. A grandok számíthattak II. János navarrai király, és V. Alfonz aragóniai király „külső” támogatására; de ekkor még elmaradt a szövetkezők és Álvaro de Luna közötti, nyílt összecsapás. A még békés időszakot (1449) II. János kihasználta arra, hogy Juan Alonso Pérez de Guzmán y Suárez de Figueroát (1410 – 1468), Medina Sidonia hercegét, afrikai hajózásokkal (és kalózkodással) bízta meg; nehogy Kasztília lemaradjon a portugálok mögött.
1451-ben is úgy látszott még, hogy a kasztíliai megbékélés folytatódik: Az év elején, Tordesillasban, legalábbis erről állapodtak meg az 1449-ben szövetkezett grandok, és Álvaro de Luna, amit a király is jóváhagyott. 1451-ben elérkezett az olmedói csata után is még navarrai kézen maradt kasztíliai területek visszaszerzésének az ideje: 1451. szeptember 8-án, Nájerában, II. János és Henrik trónörökös erről állapodtak meg Károllyal (1421 – 1461), Viana hercegével (később IV. Károly néven címzetes navarrai király), és arról, hogy hadsereget küldenek a vianai herceg segítségére.
1453-ban II. Jánosnak negyedszer is – immár végleg – menesztenie kellett Álvaro de Lunát, és ez a teljhatalommal bíró kegyenc életébe került. Az 1449-ben, Cluniában szövetkezett grandok – akikhez csatlakozott Henrik trónörökös, a kegyence, Villena márkija, és a testvére, Pedro Girón Acuña Pacheco, valamint Rodrigo Manrique de Lara (1406 – 1476), a Santiago (Szent Jakab) Lovagrend kasztíliai nagymestere -, bírva Izabella királyné támogatását, elérték azt, hogy II. János 1453. március 30-án eldöntötte, meneszti a kegyencét. Álvaro de Luna azonban szembe akart szállni ellenfeleivel, de e szándékáról Alfonso (Alonso) Pérez de Vivero (? – 1453), a király főszámvizsgálója, értesítette a grandokat. A kegyenc ezért – április 1-én – Alfonso (Alonso) Pérez de Viverót meggyilkoltatta. II. János ekkor elrendelte Álvaro de Luna elfogását; ez április 4-én meg is történt. Álvaro de Lunát, bírósági eljárás nélkül, 1453. június 2-án lefejezték; második felesége, Juana Pimentel y Enríquez (1404 körül – 1488) közbenjárása sem tudta megmenteni az életét.
II. János csak egy évvel élte túl kegyencét; anarchiába süllyedt országot hagyott utódjára, IV. Henrik (1425 – 1474) királyra, akinek uralma alatt a kegyencek és a nemesi klikkek harca tovább folytatódott. Csak IV. Henrik halála után, I. (Katolikus) Izabella királynő és férje, II. (Katolikus) Ferdinánd király uralkodása alatt sikerült Kasztília és León stabilizálása.
II. János művelt uralkodó volt, aki az irodalmat és a tudományt pártolta (akárcsak a kegyence, Álvaro de Luna, akit egyes történészek az abszolút királyi hatalom időelőtti képviselőjének tartanak).

## Házasságai és gyermekei
Az első felesége Aragóniai Mária (1396 körül – 1445) hercegnő volt (Trastámara-ház).
Gyermekeik:
- Katalin (1422 – 1424) infánsnő.
- Eleonóra (1423 – 1425) infánsnő.
- Henrik (1425 – 1474) infáns; a későbbi IV. Henrik király (1453 – 1474). Első felesége: Navarrai Blanka (1424 – 1464) hercegnő (Trastámara-ház), házasságuk érvénytelenítve. Második felesége: Portugáliai Johanna (1439 – 1475) hercegnő (Avis-ház).
- Mária (1428 – 1429) infánsnő.

A második felesége Portugáliai Izabella (1428 – 1496) hercegnő volt (Avis-ház).
Gyermekeik:
- Izabella (1451 – 1504) infánsnő; a későbbi I. (Katolikus) Izabella királynő (1474 – 1504). Férje II. (Katolikus) Ferdinánd (1452 – 1516) aragóniai király (1479 – 1516) (Trastámara-ház). A férje Kasztíliában (és Leónban) V. Ferdinánd, Szicíliában II. Ferdinánd, Nápolyban III. Ferdinánd néven volt király.
- Alfonz (1453 – 1468) infáns, Asztúria hercege.

## Külső hivatkozások
- - 2013. szeptember 26.
- – 2013. szeptember 26.
- - 2013. szeptember 26.
- - 2013. szeptember 26.
- - 2013. szeptember 26.
- - 2013. szeptember 26.
- – 2013. szeptember 26.
- – 2013. szeptember 26.
- – 2013. szeptember 26.
- – 2013. szeptember 26.
- – 2013. szeptember 26.

| Előző uralkodó: III. Henrik | Kasztília királya 1406 – 1454 | Következő uralkodó: IV. Henrik |